# مفرق قسم الشعب (السياني)

تعديل مصدري - تعديل

مفرق قسم الشعب محلة تابعة لقرية يعدش، التابعة لعزلة الدامغ بمديرية السياني إحدى مديريات محافظة إب في الجمهورية اليمنية.، بلغ تعداد سكانها 42 حسب تعداد اليمن لعام 2004.